# 莱比锡/哈雷机场
莱比锡/哈雷机场（德語：Flughafen Leipzig/Halle）也被称为“施科伊迪茨机场”，位于德国萨克森州城市莱比锡和哈雷之间的施科伊迪茨，于1927年4月18日投入使用。机场现有24间航空公司开通航线到17个国家的57座机场，提供了多条连接德国和欧洲主要城市的直航航线，是欧洲重要和具竞争力的物流中心。2010年该机场的客运量排名德国第十四，货运量排名则位居德国第二。

## 位置及地面交通

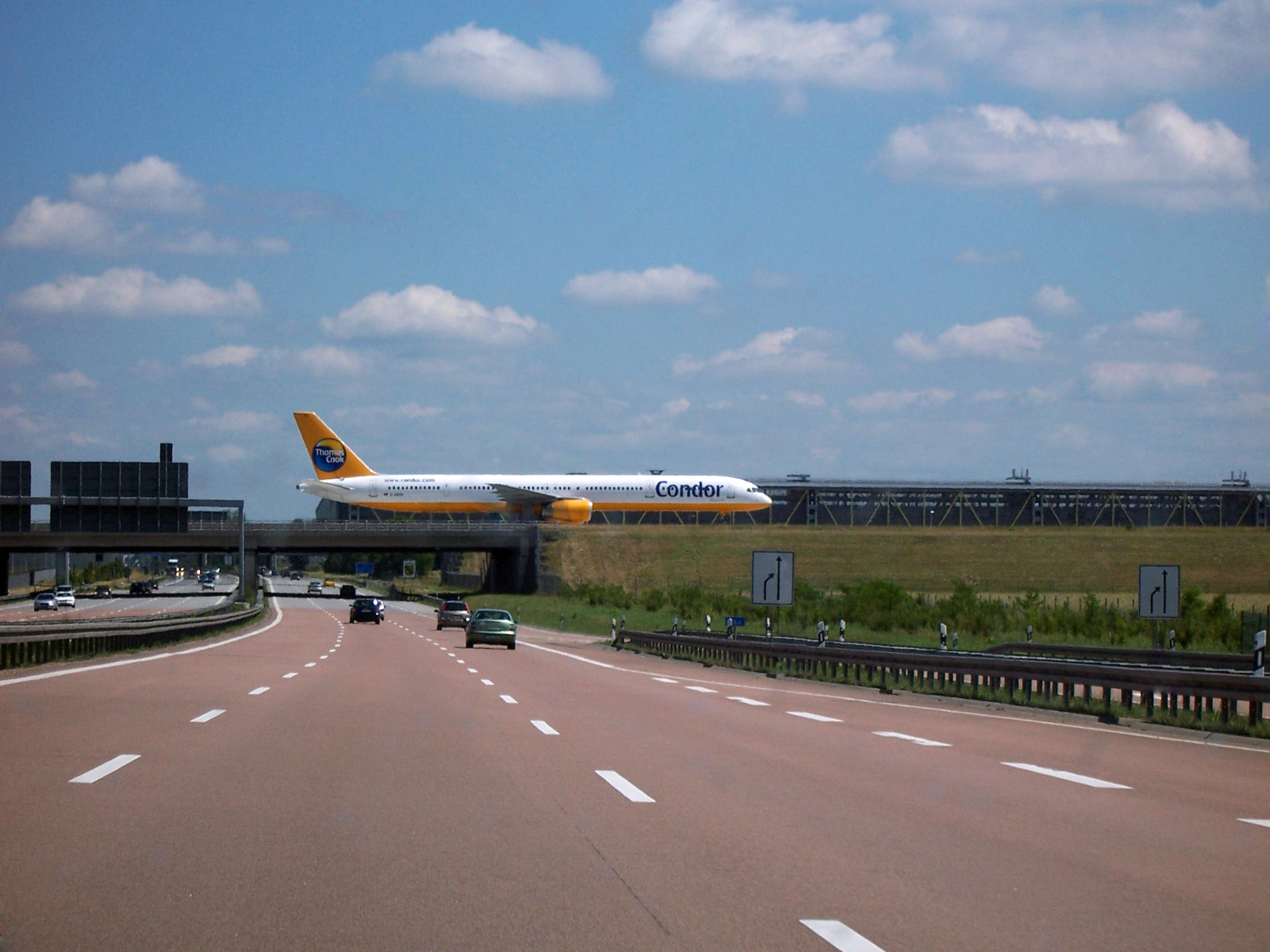
机场的西部飞机滑行桥横跨A14号高速公路

莱比锡/哈雷机场位于莱比锡西北16公里和哈雷东南22公里的交界城市施科伊迪茨，行政区划属于与萨克森-安哈尔特州交界的北萨克森县。它与A14和A9号高速公路相连，其中机场与A14和A9相切的一段还是德国大型高速公路中部环线的组成部分。此外，6号国道也在机场旁经过。
莱比锡/哈雷机场是德国其中一个设有机场火车站的机场，因此德国铁路运输网络也覆盖于此。S5X列车提供莱比锡中央站-莱比锡展会-莱比锡/哈雷机场-哈雷中央站的区域快线服务，列车每天由4:00至23:00运营，每小时一班。莱比锡/哈雷机场火车站由中部德国交通集团（Mitteldeutscher Verkehrsverbund，MDV）管辖，处于其第163票区。在长途交通方面，每小时一班的城际列车可与哈雷和莱比锡等城市相连。此外，还有每天两班的ICE列车经过机场。
自2009年秋季起，位于波茨坦的高速快车有限公司（AutobahnExpress Schnellinienbus GmbH）也将其运营网络覆盖至机场，提供每天四班至波茨坦、哈雷、德累斯顿、卡塞尔、哥廷根之间的穿梭巴士服务，并在上述目的地中提供尽可能适合的换乘巴士。
随着2013年底莱比锡城市隧道的竣工，区域快线RE5列车将被替换为新的城市块铁线路S5，连接哈雷-莱比锡-马克莱贝格-阿尔滕堡-茨维考。2015年，前往埃尔福特的ICE列车高速铁路线将进一步加强两地间的联系。

## 历史

### 早期历史
莱比锡和哈雷的的首个航空事件分别发生于1784年2月21日和1845年9月29日，两地各自将一个热气球升入空中。民用航空则始于20世纪初，一架飞艇于1909年首次造访莱比锡。1911年，莱比锡的第一座民用飞行场地在林登塔尔（Lindenthal）开设，这里同时还设有一座飞行学校和德国飞机制造厂（Deutschen Flugzeugwerke）的三座机库，至第一次世界大战爆发前一直用于制造飞机。不久之后莱比锡的另一座飞行场地在莫考（Mockau）建成，它包括一座160米长的可同时容纳3架飞艇的飞艇机库和德国首家机场酒店，并由萨克森国王弗里德里希·奥古斯特三世于1913年6月22日亲自揭幕运营。而在一战中在哈雷的默茨利希（Mötzlich）投入运营的机场，成为当时德国最大的军用机场之一。哈雷首个真正的民用机场则位于尼特莱本（Nietleben），始建于1925年。

### 规划、建造及运营
尼特雷本机场在启用后不久便已无法满足突然迅速增长的飞机起降量。事实上，帝国交通部在同一时间针对德国中部领空提出了在莱比锡和哈雷两座城市之间的都会区共同建造一座机场的想法。尽管这一方案的阻力很大，尤其是受到了莱比锡的强烈反对，但选址最终被定在了当时的普鲁士的领地施凯蒂茨。机场的规划由保罗·蒂尔希（Paul Thiersch）完成，当中包括了一项在当时极具现代化的圆形飞行场地设计，以保证飞机可在不同的风向下完成起降。工程奠基仪式于1926年9月1日举行，并在8个月之后的1927年4月18日正式投入运营。当时的机场包括1块飞行场、1座机库和1座行政大楼，但都只是临时性建筑的。
1928年，在一条400米长的起降跑道建成后，施凯蒂茨机场也被代之以使用至今的新名称莱比锡/哈雷机场。而莱比锡此前的莫考机场主要由容克航空有限公司（Junkers Luftverkehr AG）使用，在该公司于1926年并入汉莎航空后，也将业务迁移至新机场。

### 1930年代的扩建及终止运营
1931年初，机场增添了一座新的餐饮大楼，这是一座现代化的功能性建筑，并成为深受当地居民及旅客欢迎的热门目的地。1936年至1937年期间，临时的行政大楼被废弃，取而代之的是一座全新的航站楼建筑，并加入了纳粹的建筑风格。
莱比锡/哈雷机场在1937年平均每天起降航班超过40架次，在德国最繁忙的机场中排名第四。然而这种发展态势在第二次世界大战的开始后被突然结束。机场的民用航空交通被停止后，其设施及库房均被纳粹德国空军改为军事用途，汉莎机库也被用作生产军用飞机零件。至1944年4月16日，盟军轰炸机摧毁了包括餐饮大楼在内的机场大部分设施。

### 战后运营

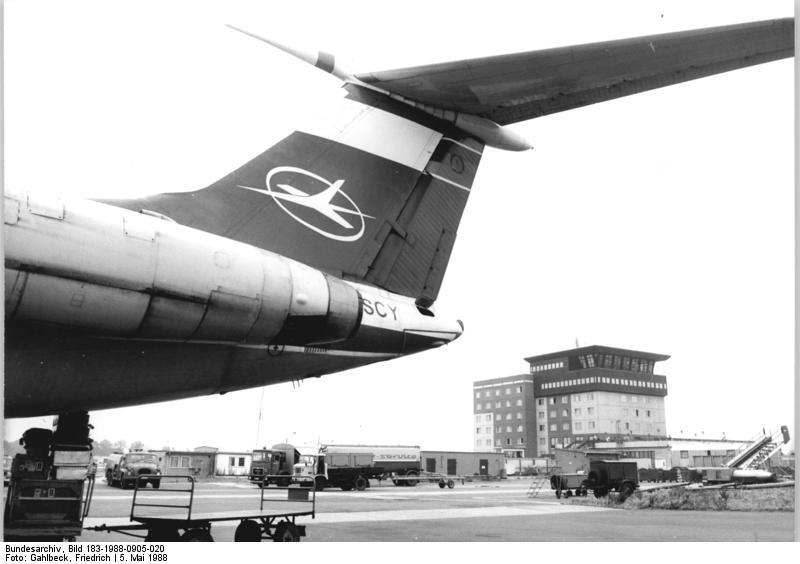
1988年的莱比锡/哈雷机场

战争结束初期机场仍然生产飞机零部件，1947年，施凯蒂茨机械和仪器厂（Maschinen- und Apparatebau Schkeuditz）在此成立，机场于这段时间内仅作为工厂机场使用。民主德国在1957至1960年间为航空业制定了宏大的发展计划，其中包括为莱比锡/哈雷机场建造一条2,500米长的起降跑道，但随后发现机场的利用率太低，该计划被很快取消了。而在此期间作为博览会机场的莱比锡/莫考机场在进入1960年代后已不足以应对越来越高的技术要求，于是人们又想起了将航空交通搬迁至几乎已荒废的施凯蒂茨机场。因此该机场从1963年起成为莱比锡每年举行两次的博览会机场，并由民主德国的国际航空提供航班服务。至1966年，机场每个季度使用的临时航站设施被拆除重建。1968年8月30日，一个全新的单层航站建筑（现为A航站楼的一部分）投入使用，它有一个独特的双重功能：每年有四周作为博览会的接待大楼，其余时间则作为高速公路的休息站使用。
为了维持机场的稳定状态，机场设施在随后的几年中逐步扩展和翻新，至1972年5月19日，莱比锡机场已具备作为一个商用机场全年运营的条件。尽管财政及容量有限，并在随后几年中经历了经济困难时期，机场还是谨小慎微的不断进行扩建，并新建成一座航空管制设施，以满足日益增加的旅客数量——到1988年，旅客数量已达约55万人次，比起1972年增长了近10倍。航站建筑内全新的到达大厅经过4个月的建设于1984年8月30日落成；重建的出发大厅也在1985年8月30日投入使用。
1975年9月，一架搭载着博览会乘客的图-134飞机从斯图加特飞来，在距离莱比锡/哈雷机场跑道约1,000米出失事坠毁。机上34名乘客中有27人罹难，4名机组人员则幸免于难。
较为特别的事件是在1986年3月18日呃莱比锡博览会中，一架法国航空的协和飞机从巴黎首次飞抵机场，两天后英国航空的协和飞机也同样在此降落。此外，在随后的几年中均有协和飞机在博览会期间从巴黎和伦敦造访莱比锡。

### 德国统一后

#### 民用航空的新开端

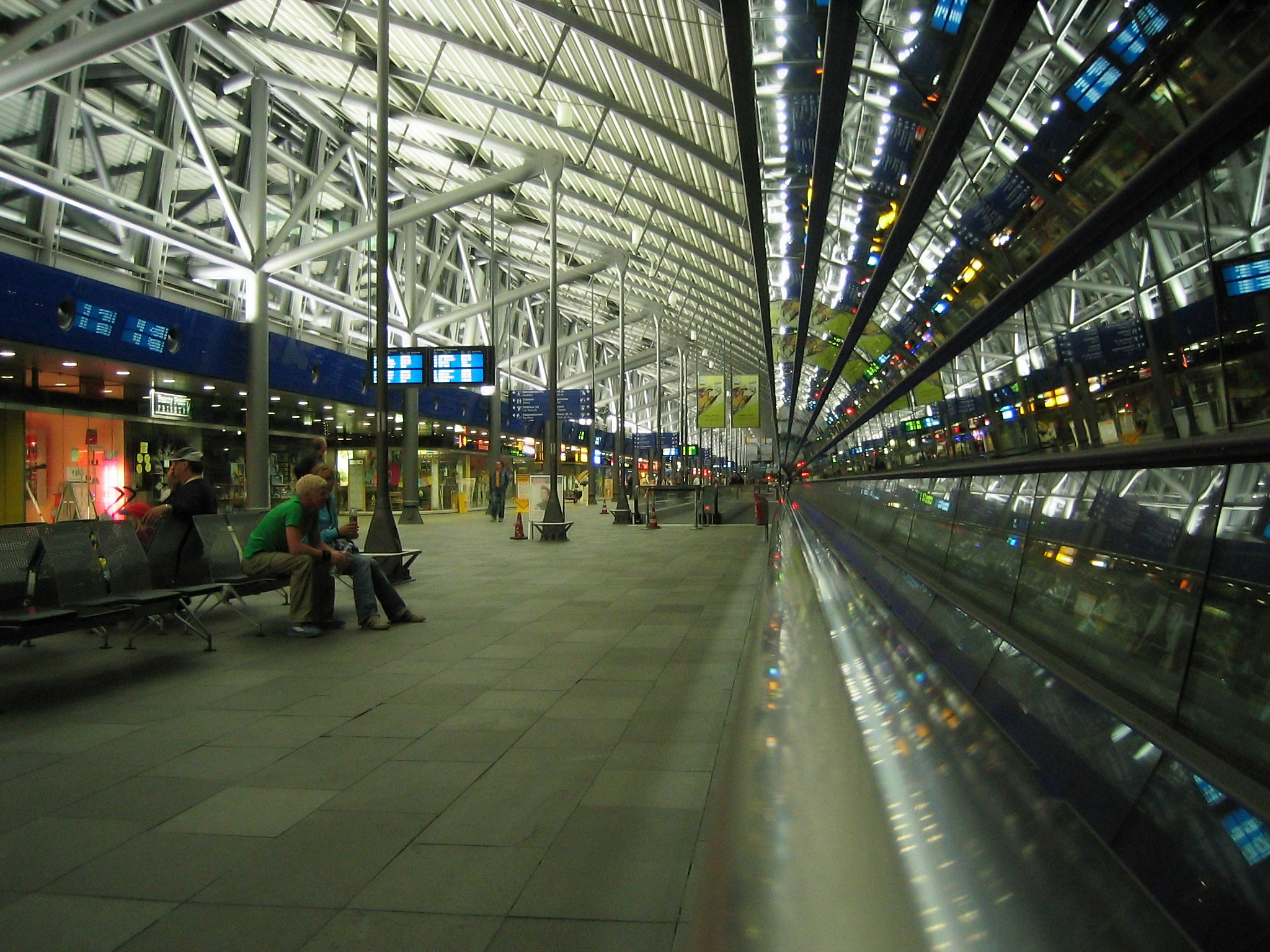
机场内部

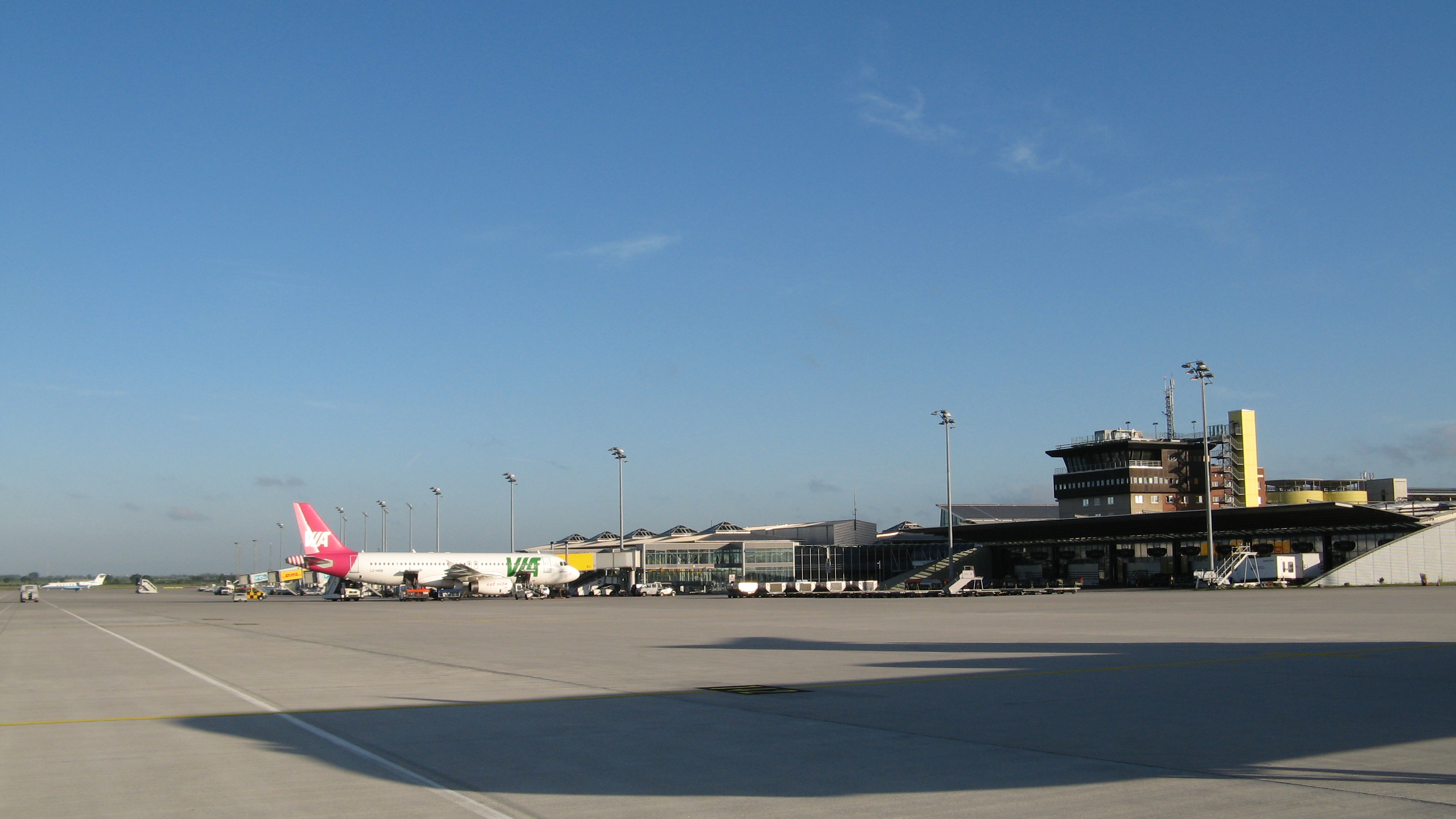
B航站楼的停机坪

德国统一后，机场管理当局也在经济剧变的结构性调整中进行重组，因而机场由在1990年9月17日成立的莱比锡机场有限公司（Flughafen Leipzig GmbH i. G.）临时托管，在一些前西德机场的帮助下得以维持运作和施工，并开始对现有设施进行第一次现代化改建。首先是在1991年1月7日至5月24日，将原有在1968年建造和1984年扩建的航站建筑翻新并更名为A航站楼。
在1990年3月的市政选举和1990年10月的州议会选举后，新的联邦州政府开始运作，机场托管机构便于1991年5月24日邀请地方当局（周边的行政县）以及萨克森州和萨克森-安哈尔特州首次参与了航站楼重建的启用仪式和董事会任命。同一天，机场当局也决定改名为莱比锡/哈雷机场有限公司，并在1991年7月16日签署了从国家收购机场的协议。1991年9月，董事会决定采取大规模的紧急措施对机场设施作进一步重建，并为此引入了具备全天候能力的第三B類儀器降落系統,机场停机坪的翻新和连接道路的完善也随着新建的停车场工程一同进行。
1992年底机场的客流量首次达到100万人次。C航站楼于1993年5月12日开幕，主要用以处理大批来自旅游包机的度假旅客。在随后的一年之内，客运量增幅超过了50万人次，这使得机场在1994年5月16日再次奠基兴建一座可年均处理350万人次的航站设施（B航站楼），并于1996年3月3日落成。随着B航站楼的启用，C航站楼正式关闭客运业务。它被转换为邮政及货物运输终端，成为德国邮政子公司DHL的货运基地及枢纽机场。
经过四年的规划，在机场北部兴建一条全新的3,600米长、45米宽的08L/36R跑道和兴建A14号高速公路的工程于1998年5月7日奠基建设。2000年3月24日，德国空管局的全新塔台投入使用，莱比锡/哈雷机场可以用以处理宽体飞机的起降。靠近新跑道的游客公园及观景丘于2001年6月1日对外开放，从中可以俯瞰整座机场。
从2003年夏季开始办理登机手续和服务区被移至新建的多式联运的中央航站楼。这种中央航站楼包含了购物中心和登机柜位，可连接至B航站楼，并为已通过安检的旅客提供候机区域。2003年6月30日，机场火车站整合到德国铁路的干线铁路网中，便在中心航站楼举行了开幕式。这宣告了机场第一阶段扩建的完成，期间共投入约10亿欧元的资金。新的中央航站楼年均可处理450万人次的客运量。由于其模块化结构和地处两条跑道之间的中心位置，中央航站楼的现有建筑可及时根据需要扩建，将其旅客处理能力提高至年均700万人次。

机场的规划方案

2005年8月31日，原有的2,500米长、45米宽的10/28跑道开始进行更换工程。新跑道被命名为08R/26L，它与旧跑道位置相同，但方向不同，这是一条与北跑道间距为2,120米的平行跑道，有3,600米长和60米宽。2007年7月5日，随着DHL的一架波音757和汉莎航空的一架波音747-400在机场实现平行降落，08R/26L跑道正式投入使用。由此产生的双跑道系统自2007年起允许两架任意机型同时起飞或降落。新跑道的落成使得莱比锡/哈雷机场成为当时为数不多的能够处理空客A380飞机的机场。
2006年10月24日和25日，莱比锡的德國聯邦最高行政法院就有关机场扩建和夜航许可的申诉进行讨论。这是为了确定受到夜间飞行噪音影响的居民是否能够获得保障，与法院此前下令保护柏林－舍讷费尔德机场周边居民的条款相同。而在22:00至06:00之间的夜间飞行禁令还没有确定。11月9日，法院特别许可快递货物的夜间飞行不受限制。2008年6月29日，区域市政局对计划进行补充，当中规定了除特别许可外，客运航班在23:30至05:30期间执行夜间飞行禁令。7月24日，最高行政法院最终确认通过了区域市政局的补充计划，当地居民的申诉被驳回。至此机场的扩建障碍被扫除，机场的第一反应便是继续建造第三条飞机滑行桥（E7），其前期工作已在2006年开始动工。这条位于东滑行桥（E8）西侧的滑行桥有191.5米长和63.5米宽，并且自2011年4月起还可联通南北两条跑道。
基于机场进行的扩建和新实施的夜航噪音制度，DHL莱比锡基地有限公司（DHL Hub Leipzig GmbH）和欧洲航空运输莱比锡有限公司（European Air Transport Leipzig GmbH）共同将机场打造成DHL的国际航空枢纽，以取代布鲁塞尔机场。自2008年3月起，DHL已经为该枢纽投入3亿欧元的资金，官方的开幕仪式于2008年5月26日举行。DHL的其它全球运营中心还包括香港国际机场和辛辛那堤/北肯塔基國際機場。
2007年12月4日，萨克森州唯一的兽医边检站在机场旁的代利奇投入使用，它将根据欧盟的标准对经机场出入境的动物或植物产品进行检验。
为了满足国际民航组织最高安全类别的要求，机场在两条起降跑道各有两座消防局，这两座消防局于2009至2010年根据最新的防火概念新建，拥有9辆或10辆大型消防车及特种车。这两座消防局于2010年中投入使用。

#### 军事用途

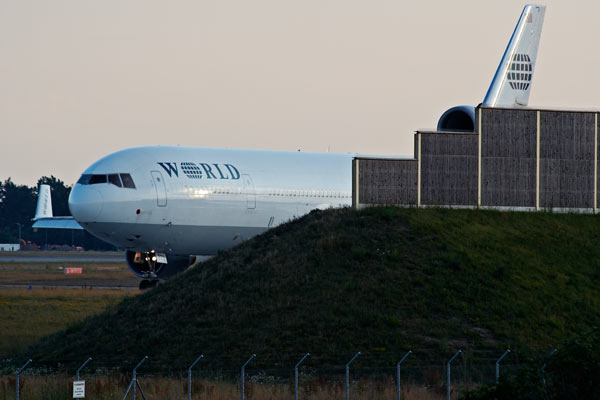
世界航空的飞机以美国政府的名义运行在莱比锡/哈雷机场

根据部分北约成员国签署的“战略空运过渡性解决方案（Strategic Airlift Interim Solution）”，莱比锡/哈雷机场自2006年3月23日起成为北约实现快速运输的特大型空运机场，并有两架俄制安托諾夫An-124驻扎于此。另有4架运输机可在9天内集结完毕，从而可为SALIS提供6架飞机。这6架An-124可提供现有的武装力量军事战略空运能力，也可提供对地震的援助，例如在2008年6月对中国的人道主义及救援行动。按照联邦国防部的要求在莱比锡/哈雷机场进行的装卸和转运则是个例外。
鲁斯兰SALIS有限公司（Ruslan SALIS GmbH）自2007年1月17日起在机场南部区域拥有自己的维修车间，为驻扎于此的An-124飞机提供维修整备服务。
自2006年5月23日起，美国陆军经常利用莱比锡/哈雷机场运送往返于伊拉克和阿富汗驻军的士兵。每月可处理多达80架次的运兵航班，每日可发送约160名士兵。截至2009年初，共有45万人次的美国士兵通过该机场奔赴前线，在2009年的客运量中，平均每4名乘客中就有1名士兵。代理的包机承运商，包括北美航空、瑞安国际航空、世界航空和ATA航空等，其运输机均被允许在莱比锡/哈雷机场加油，并进行机组人员的更换。

## 未来发展
汉莎货运航空在2005年底表示有意向将其位于法兰克福机场的运营中心搬迁至莱比锡/哈雷机场。汉莎货运航空正在寻找一个约315公顷的的用地，以应对目前在法兰克福机场的枢纽在第四条跑道落成后所受到的夜间飞行禁令影响。DHL已在施凯蒂茨取得一块总面积达240公顷的地块，尽管机场只有1400公顷，但他们可随时通过收购北部、南部或西部地区实现扩建。2007年9月12日，DHL与汉莎货运航空合资成立了一家新的货运航空公司，这个名为AeroLogic的新公司自2009年6月起在莱比锡/哈雷机场执行远程航线。该公司的机队目前共拥有8架波音777-200LRF飞机，预计至2015年会增加到15架。

## 机场股东
中部德国机场股份公司（Mitteldeutsche Airport Holding AG）是机场运营商莱比锡/哈雷机场有限公司的大股东，持股比例达94%，其同时还拥有德累斯顿机场的大多数股份，而中部德国机场股份公司的股东则由地方政府独占，其中萨克森州占76.64%、萨克森-安哈尔特州占18.54%、德累斯顿占2.52%、莱比锡占2.1%以及哈雷占0.2%。而机场所处的北萨克森县和施凯蒂茨各自持有机场0.25%的股份，萨克森州则持有剩余的5.5%份额。

## 财政补贴
萨克森州共为DHL搬迁至莱比锡/哈雷机场提供了7100万欧元的财政补贴。欧盟委员会曾于2008年7月表示萨克森州对该机场担保的补贴上限不允许超过5亿欧元。萨克森州已承诺若莱比锡/哈雷机场无法满足某些条件，如夜间飞行的许可，将会对DHL支付最高达5亿欧元的赔偿。造价为3.5亿欧元的机场南起降跑道也被反垄断监管机构列为允许国家援助的公共投资 。

## 运营数据
| 财政年度 | 载客人次  | 载货吨数 | 起降架次 |
| -------- | --------- | -------- | -------- |
| 1927/28  | 16,343    | 207      |          |
| 1928/29  | 20,082    | 342      | 8,091    |
| 1929/30  | 19,727    | 372      | 7,240    |
| 1930/31  | 17,750    | 501      | 7,100    |
| 1931/32  | 20,752    | 518      | 6,603    |
| 1932/33  | 23,049    | 669      | 6,148    |
| 1933/34  | 35,872    | 741      | 6,710    |
| 1934/35  | 49,664    | 863      | 7,424    |
| 1935/36  | 69,623    | 1,155    | 8,785    |
| 1936/37  | 80,523    | 1,461    | 11,294   |
| 1937/38  | 86,937    | 1,655    | 10,294   |
| 1938/39  | 56,768    | 2,015    | 8,175    |
| 1972     | 54,025    |          | 1,409    |
| 1973     | 76,985    | 113      | 1,796    |
| 1974     | 90,952    | 139      | 2,002    |
| 1975     | 80,442    | 176      | 156      |
| 1976     | 78,447    | 127      | 1,758    |
| 1977     | 97,612    | 171      | 2,134    |
| 1978     | 94,752    | 104      | 1,932    |
| 1979     | 131,912   | 106      | 2,683    |
| 1980     | 105,103   | 163      | 2,316    |
| 1981     | 182,704   | 163      | 3,282    |
| 1982     | 112,667   | 75       | 2,188    |
| 1983     | 35,361    | 35       | 950      |
| 1984     | 139,121   | 66       | 2,354    |
| 1985     | 247,968   | 66       | 3,434    |
| 1986     | 329,237   | 81       | 4,151    |
| 1987     | 342,011   | 102      | 4,506    |
| 1988     | 549,331   | 124      | 7,149    |
| 1989     | 442,365   | 196      | 6,086    |
| 1990     | 274,878   | 366      | 9,549    |
| 1991     | 634,424   | 4,372    | 26,089   |
| 1992     | 1,073,378 | 8,611    | 42,960   |
| 1993     | 1,521,436 | 17,482   | 48,510   |
| 1994     | 1,901,797 | 23,189   | 52,590   |
| 1995     | 2,104,822 | 25,225   | 53,807   |
| 1996     | 2,186,649 | 22,410   | 50,298   |
| 1997     | 2,248,852 | 17,220   | 47,284   |
| 1998     | 2,108,779 | 12,866   | 43,778   |
| 1999     | 2,162,769 | 15,220   | 47,944   |
| 2000     | 2,288,931 | 17,086   | 47,030   |
| 2001     | 2,185,130 | 15,799   | 42,408   |
| 2002     | 1,988,854 | 16,882   | 41,209   |
| 2003     | 1,955,070 | 17,559   | 40,030   |
| 2004     | 2,041,046 | 10,296   | 39,316   |
| 2005     | 2,127,895 | 14,867   | 37,905   |
| 2006     | 2,348,011 | 29,330   | 42,417   |
| 2007     | 2,723,000 | 101,285  | 50,976   |
| 2008     | 2,462,256 | 442,453  | 59,924   |
| 2009     | 2,421,382 | 524,082  | 60,150   |
| 2010     | 2,348,597 | 663,024  | 62,247   |